# 弗里斯特
弗里斯特是德国石勒苏益格－荷尔斯泰因州的一个市镇。总面积10.12平方公里，总人口2435人，其中男性1223人，女性1212人（2011年12月31日），人口密度241人/平方公里。